# Tęsknię sobie
Tęsknię sobie – singel polskich piosenkarzy Sanah i Artura Rojka. Utwór pochodzi z trzeciego albumu studyjnego Sanah pt. Uczta. Singel został wydany 24 marca 2022.
Nagranie otrzymało w Polsce status diamentowego singla, przekraczając liczbę 250 tysięcy sprzedanych kopii.

## Geneza utworu i historia wydania
Piosenka została napisana i skomponowana przez Zuzannę Jurczak i Artura Rojka, natomiast za produkcję utworu odpowiada Marek Dziedzic. 
Singel ukazał się w formacie digital download 24 marca 2022 w Polsce za pośrednictwem wytwórni płytowej Magic Records w dystrybucji Universal Music Polska. Piosenka została umieszczona na trzecim albumie studyjnym Sanah – Uczta.

## Lista utworów
- Digital download[2]

1. „Tęsknię sobie” – 4:49

## Notowania

### Pozycja na liście sprzedaży
| Kraj   | Lista (2022)           | Najwyższa pozycja |
| ------ | ---------------------- | ----------------- |
| Polska | Billboard Poland Songs | 3                 |

## Certyfikaty
| Kraj          | Certyfikat       | Sprzedaż |
| ------------- | ---------------- | -------- |
| Polska (ZPAV) | diamentowa płyta | 250 000+ |